# Fantaisie
Ne doit pas être confondu avec le genre de la fantasy, également appelé fantasie.
En musique classique, la fantaisie (de l'italien fantasia, mais on retrouve également les termes suivants : anglais : fantasy, fancy, fantazy, phantasy, allemand : fantasie, phantasie) est une composition de forme composite, par opposition aux formes musicales strictes telles que la sonate. Présente au moins depuis le XVIe siècle jusqu'à nos jours, elle permet au compositeur de déroger au cadre de composition habituel qui lui impose soit une progression harmonique stricte (comme la forme sonate), soit un enchaînement thématique préétabli (forme ABA, forme sonate bi-thématique avec exposition, développement et réexposition, etc.) La fantaisie fait se succéder les thèmes plutôt qu’elle ne les organise.
Deux exemples formels (les différents thèmes sont représentés par des lettres différentes) :
- « Fantaisie chromatique » de Johann Sebastian Bach : A – B (Recitativo) ;
- « Fantaisie en ut mineur » de Wolfgang Amadeus Mozart : A (Adagio) – B – C (Allegro) – D (Andantino) – E (Più allegro) – A' (Tempo primo).

Esthétiquement, la fantaisie ne joue pas le même rôle dans le paysage musical de chaque époque, mais son trait de caractère commun semble être une certaine prédominance de la subjectivité du compositeur sur le respect scrupuleux de cadres traditionnellement reçus. C'est le cas par exemple de la Fantaisie en fa mineur pour piano à quatre mains de Schubert, avec son expressivité liée à son arrière-plan psychologique et biographique. Et c’est peut-être la raison pour laquelle la fantaisie est plus couramment l’apanage des solistes que celui des grands orchestres dont l’architecture complexe est peut-être moins bien adaptée aux écarts formels. Cependant, la fantaisie ne doit pas être confondue avec l’impromptu ou l’improvisation.
La grande époque de la fantaisie sera le XIXe siècle, son instrument de prédilection le piano et son cadre historique le romantisme. Sous des appellations très variées (« réminiscences », « paraphrase de concert », etc.), la fantaisie atteint son apogée sous les doigts des plus grands pianistes-compositeurs romantiques comme Chopin, Liszt, Saint-Saëns ou Schumann. La virtuosité débridée de cette époque héroïque du piano trouve une place de choix dans ces compositions aux cadres éclatés et à la subjectivité exacerbée. Les fantaisies de concert de Franz Liszt entretiendront sa gloire auprès des publics populaires.

## Quelques exemples de fantaisies

### Fantaisies pourvihuela
- Luis de Milán : les 40 fantaisies du Libro de música de vihuela de mano intitulé El Maestro (1536)
- Luys de Narváez : Les fantaisies polyphoniques de Los seys libros del delphin de música de cifra para tañer vihuela (1538)
- Alonso Mudarra : Fantasia X, Tres libros de musica en cifra para vihuela (1546)
- Enríquez de Valderrábano : les 33 fantaisies du Libro de música (1547)
- Robert White : Fantasiæ I, II, III, IV, V et VI (avant 1574)[1]

### Fantaisies pourvirginal
- William Byrd : Fantasia [IX] (no 52, BK 13) En la majeur (antérieure à 1563), du Fitzwilliam Virginal Book.
- Gilles Farnaby : Fantasia [I] (no 208) En sol, du Fitzwilliam Virginal Book.
- Peter Philips : Fantasia (no 84) En sol majeur, du Fitzwilliam Virginal Book.
- Thomas Morley : Fantasia (no 124), du Fitzwilliam Virginal Book.

### Fantaisies pour orgue
- Jan Pieterszoon Sweelinck : Fantasia chromatica.
- Jean-Sébastien Bach : Fantaisie et fugue BWV 542 en sol mineur.
- Wolfgang Amadeus Mozart : Fantaisie en fa mineur pour orgue mécanique, K. 608.
- Franz Liszt : Fantaisie sur le motif B-A-C-H.
- Max Reger : Fantaisie et fugue sur motif BACH[2], M. Reger a composé 10 fantaisies pour orgue.
- Louis Vierne : Vingt-quatre pièces de fantaisie pour grand orgue.
- Camille Saint-Saëns : Fantaisie N°1 (1857)
- Camille Saint-Saëns : Fantaisie N°2, op. 101 en ré bémol majeur.
- Camille Saint-Saëns : Fantaisie n°3, op. 157 en do majeur.
- Stéphane Delplace : Fantaisie et Fugue sur BACH - PINCEMAILLE (2007).

### Fantaisies pour piano
- Johann Sebastian Bach : Fantaisie chromatique et fugue, BWV 903.
- Wolfgang Amadeus Mozart : Fantaisie en ut mineur, K. 475.
- Ludwig van Beethoven : Fantaisie chorale avec piano, chœur et orchestre.
- Franz Schubert : Fantaisie en fa mineur pour piano à 4 mains.
- Robert Schumann : Fantaisie, op. 17.
- Frédéric Chopin : Grande Fantaisie sur des airs Polonais pour piano et orchestre op. 13 ; Fantaisie, op. 49.
- Sigismund Thalberg : Grande Fantaisie pour le piano sur la 7e Symphonie de Beethoven, op. 39.
- Anton Bruckner : Fantaisie en sol majeur, WAB 118 ; Quatre Fantaisies, WAB 215
- Franz Liszt : Grande Fantaisie sur la Clochette.
- Alexandre Scriabine : Sonate-Fantaisie en sol mineur.
- Sergio Antonio del Rio (1956*), Ensueños - una Fantasía[3].

### Autres fantaisies
- Henry Purcell : Recueil Fantasies and In nomines pour consort de violes de gambe (1680)
- Orlando Gibbons : Fantaisies pour violes.
- Pablo de Sarasate: Fantaisie sur Carmen (fantaisie pour violon).
- Georg Philipp Telemann : 12 fantaisies pour flûte seule, TWV 40:2-13, également transposées pour la flûte à bec.
- Georg Philipp Telemann : 12 Fantaisies pour violon seul, transposées pour la flûte à bec alto par Jean-Claude Veilhan.
- Sylvius Leopold Weiss : Plusieurs Fantaisies pour luth ou même une pour duo de guitare.
- Ralph Vaughan Williams : Fantaisie sur un thème de Thomas Tallis.
- Sigismund Stojowski : Fantaisie pour piano et trombone
- Mel Bonis : Fantaisie pour septuor ou pour piano et orchestre